# Camino del Cid

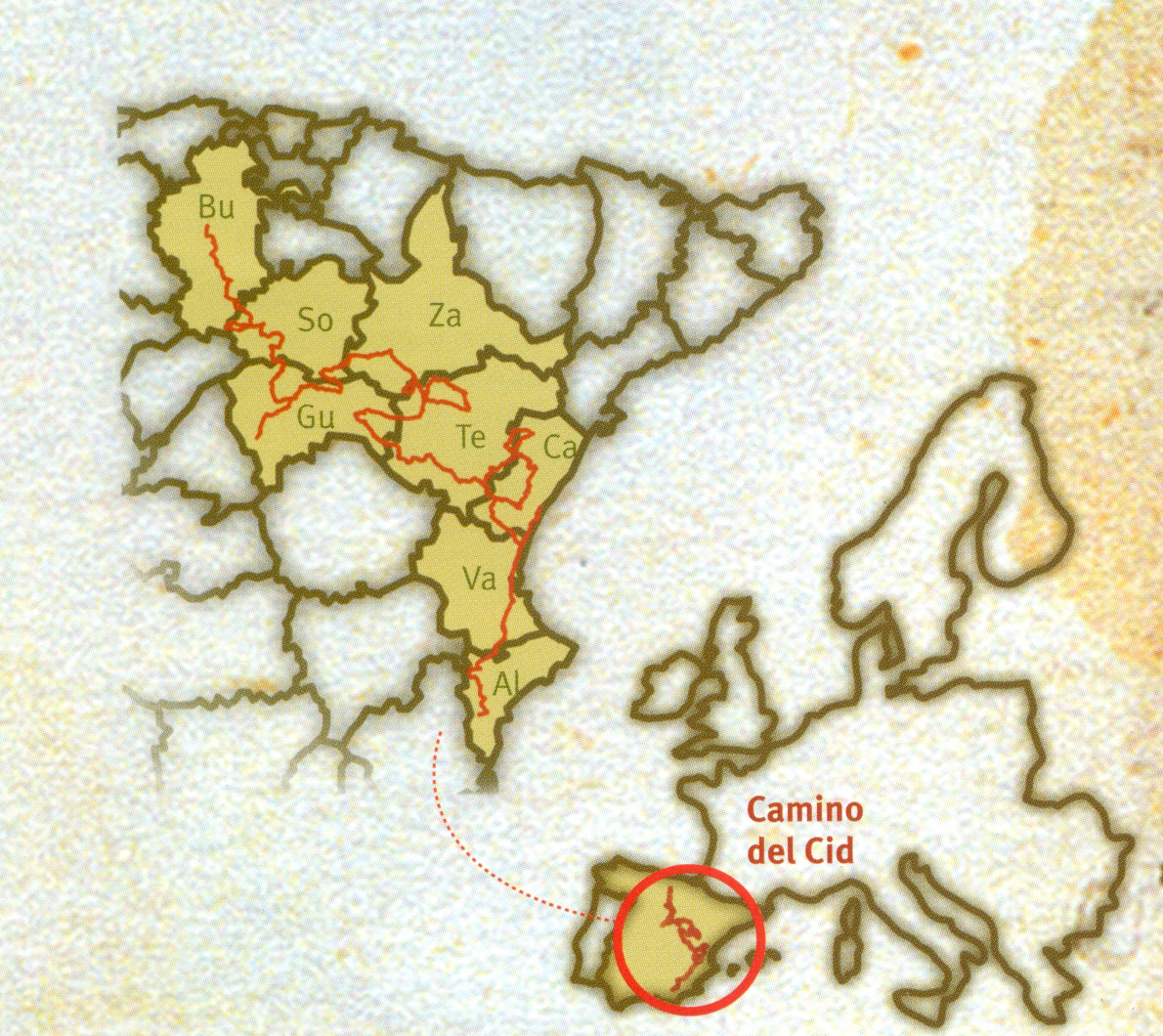
Camino del Cid

Der Camino del Cid („Weg des Cid“) ist eine erst zu Beginn des 21. Jahrhunderts offiziell festgelegte ca. 1350 km lange Wander-, Rad- oder Fahrtroute im Nordosten Spaniens, die der Wegbeschreibung der im Cantar de mio Cid erwähnten vermeintlichen Route des kastilischen Ritters und späteren spanischen Nationalhelden El Cid folgt. Der Wanderweg wird auch unter der Kurzbezeichnung GR 160 geführt.

## Weg
Die aus inhaltlichen und verkehrstechnischen Gründen in 5 Abschnitte von je etwa 200 bis 350 km unterteilte Wegstrecke (weitere Unterteilungen und Abstecher sind möglich) führt von der Provinz Burgos in Altkastilien ausgehend über die heutigen Provinzen Soria, Guadalajara, Saragossa, Teruel, Castellón und Valencia nach Alicante. Der Weg führt anfangs durch die teils über 1000 m hohen und unwegsamen Berglandschaften im Südosten des Iberischen Gebirges (Serranía Celtiberica) hinunter in die fruchtbareren und entwickelteren Regionen am Mittelmeer.
1. Abschnitt (355 km) El Destierro („Verbannung“) von Vivar del Cid über Burgos, Santo Domingo de Silos, San Esteban de Gormaz und Berlanga de Duero nach Atienza
2. Abschnitt (254 km) Tierras de Frontera („Grenzgebiete“) von Atienza über Jadraque, Sigüenza, Anguita, Medinaceli und Arcos de Jalón nach Calatayud
3. Abschnitt (297 km) Las tres Taifas („Drei Taifas“) von Calatayud über Daroca, Molina de Aragón und Albarracín nach Cella
4. Abschnitt (202 km) La Conquista de Valencia („Eroberung Valencias“) von Cella über Teruel, Jérica, Segorbe und Sagunt nach Valencia
5. Abschnitt (235 km) La Defensa del Sur („Verteidigung des Südens“) von Valencia über Xátiva und Elche nach Orihuela

## Historischer Hintergrund
Nachdem Don Rodrigo Díaz de Vivar (El Cid) bei König Alfons VI. im Jahr 1079 in Ungnade gefallen war, eroberte er als Kriegsherr und Söldnerführer eigenmächtig große Gebiete im Nordosten der spanischen Levante. Ab dem Jahr 1086 übernahm er vom König offiziell die Schutzmacht über die Region Valencia, die er auch gegen die Ansprüche des katalanischen Grafen  Berengar Raimund II. durchzusetzen vermochte. Hier starb er im Jahr 1097 oder 1099.

## Sehenswürdigkeiten
Zahlreiche landschaftliche und kulturelle Sehenswürdigkeiten säumen den Weg: Zu den letzteren gehören die mittelalterlichen Kirchen und Burgen im Hochland von Burgos und Soria (z. B. die Kathedrale von Burgos, die mittelalterlichen Städte El Burgo de Osma oder San Esteban de Gormaz), die Mudéjar-Kirchen in Teruel, das mittelalterlich anmutende Städtchen Albarracín oder das Castillo de Sax bei Alicante.

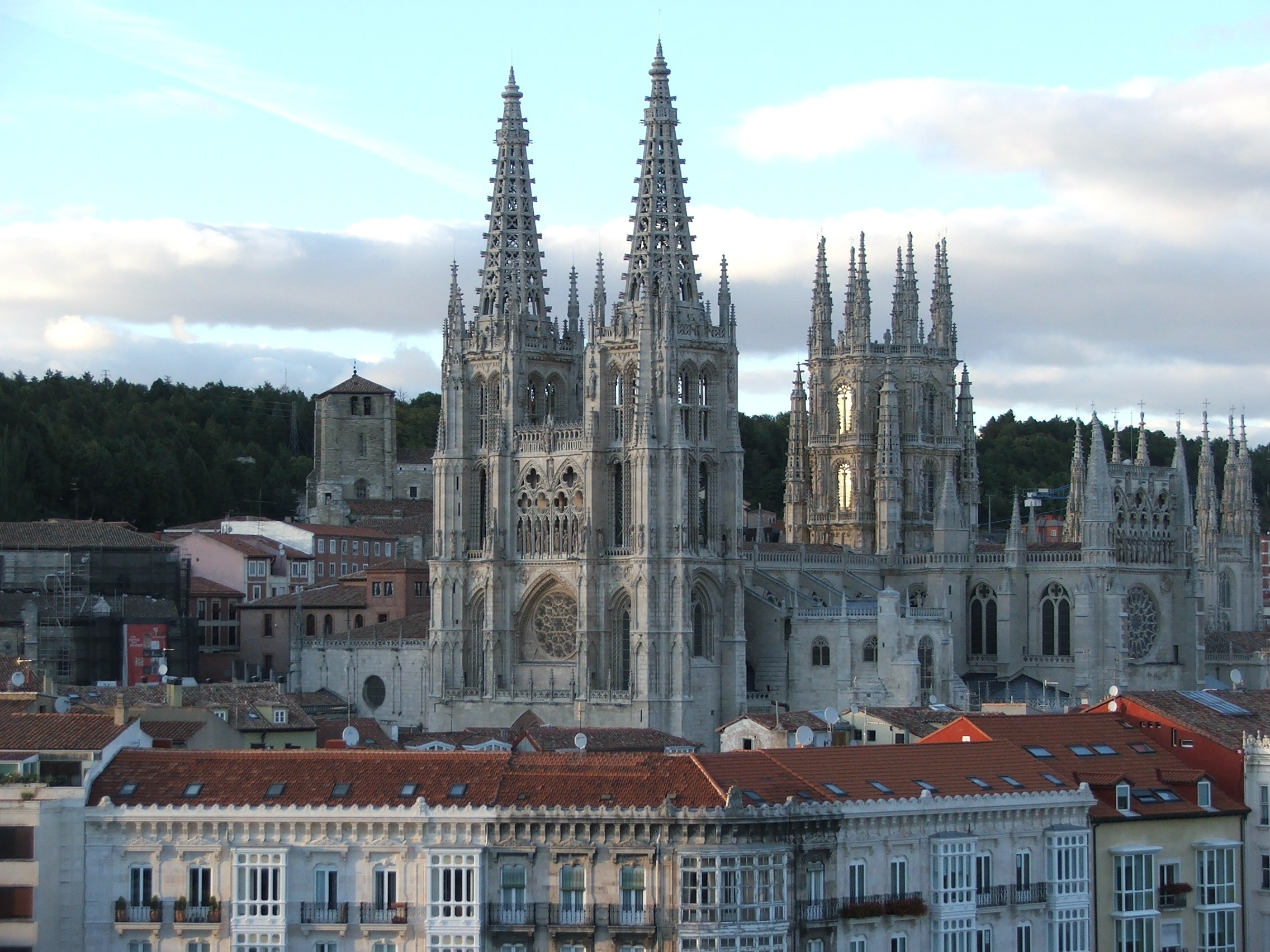
Kathedrale von Burgos
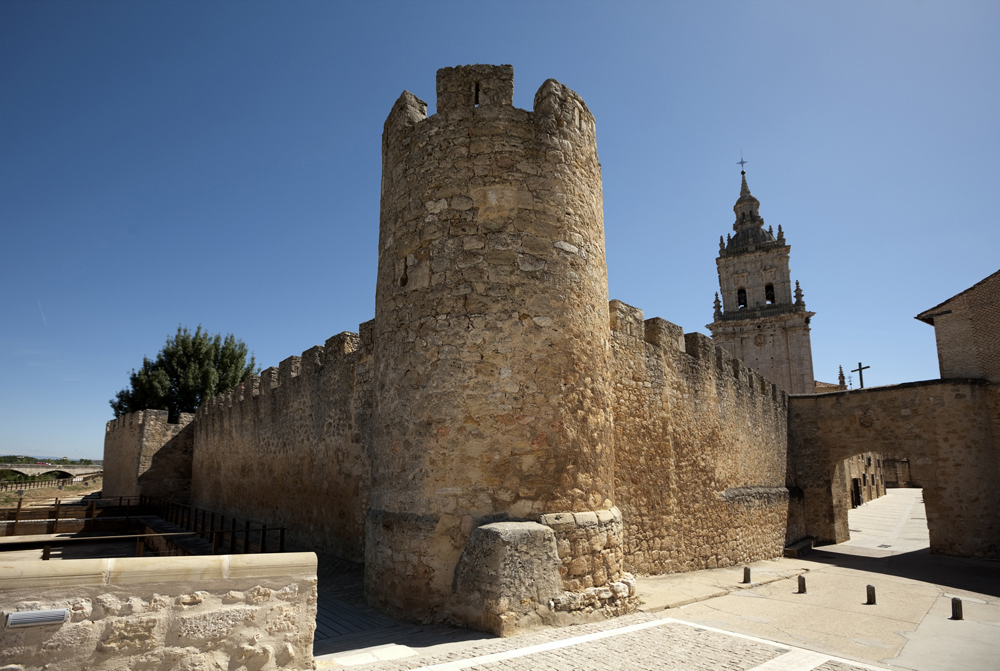
El Burgo de Osma
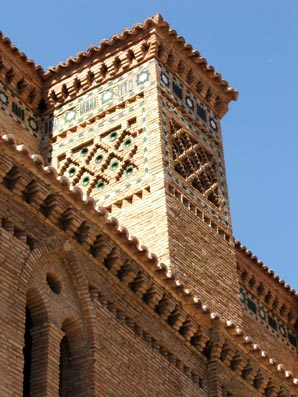
Mudéjar-Stil
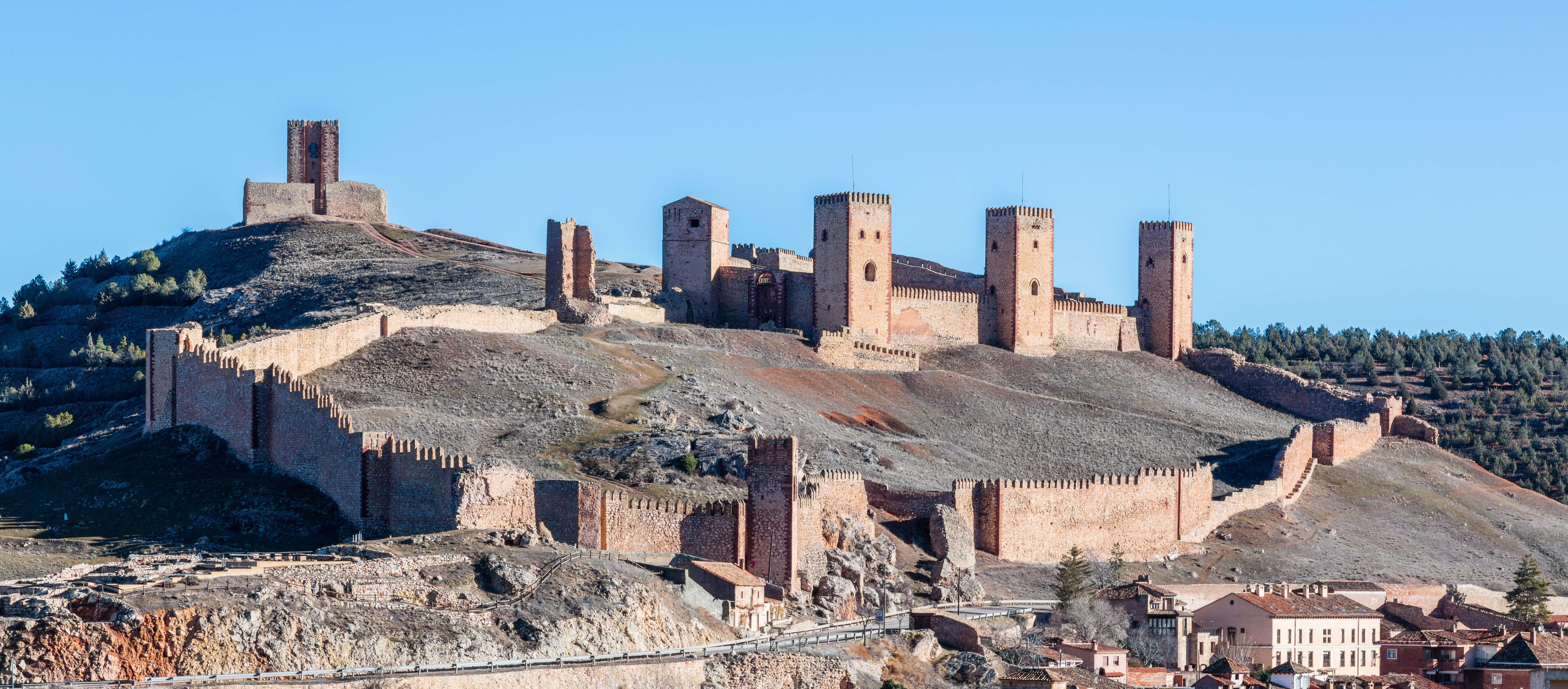
Molina de Aragón
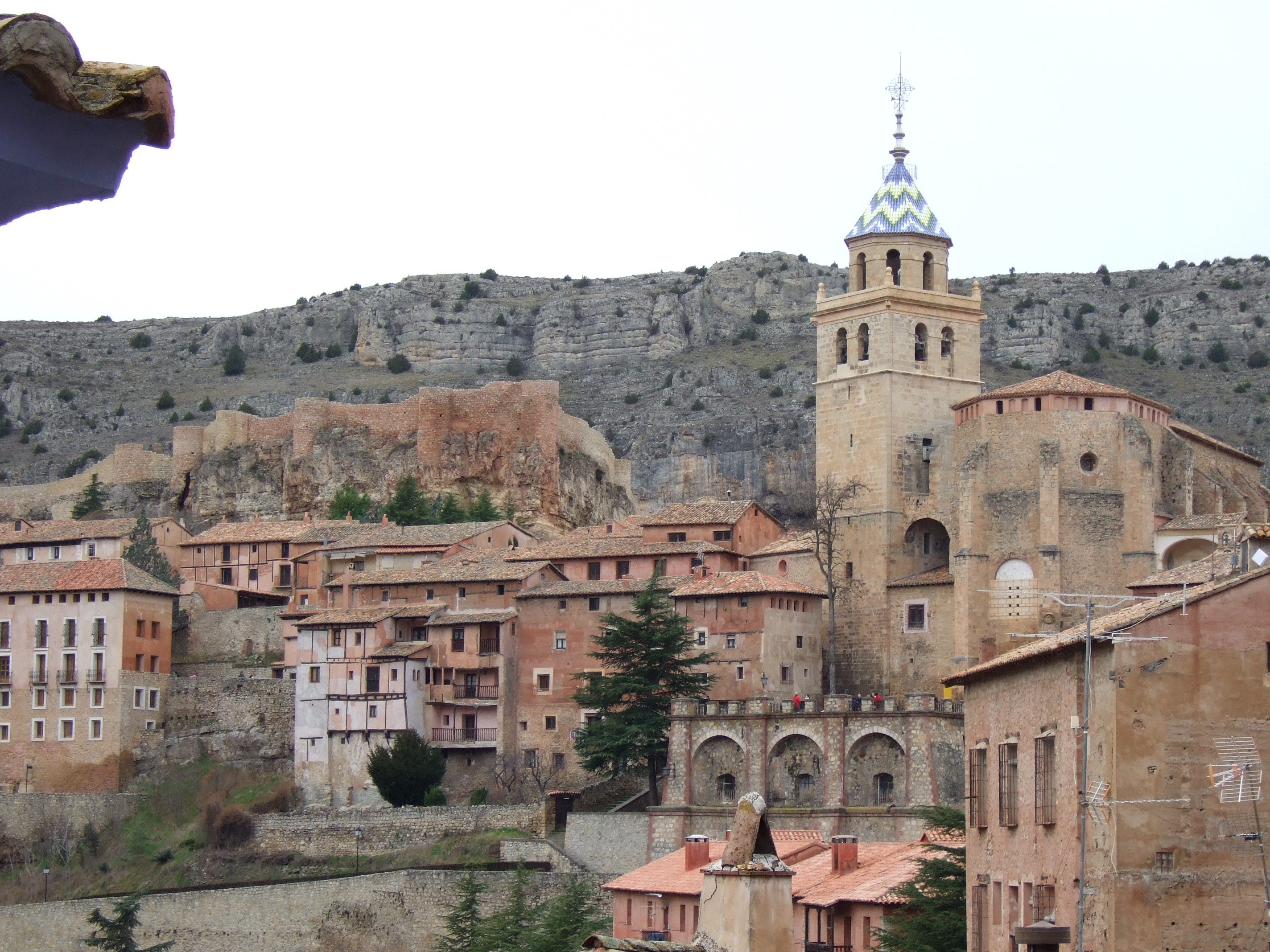
Albarracín
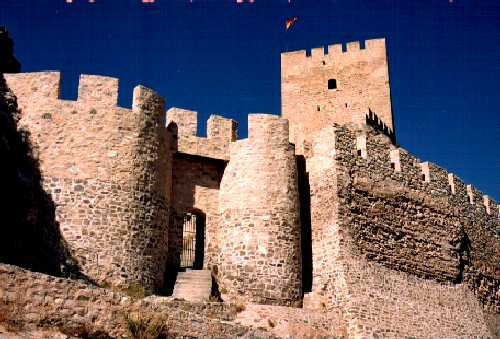
Castillo de Sax